# Victoriano Leguizamón
Victoriano Leguizamón (1922 – 7 de abril de 2007) foi um futebolista e treinador paraguaio que atuava como meia.

## Carreira
Victoriano Leguizamón fez parte do elenco da Seleção Paraguaia de Futebol, na Copa do Mundo de 1950 no Brasil.